# Milostné dopisy (opera)
Milostné dopisy (v ruském originále Письма любви, v ukrajinštině Листи кохання), hrané též pod názvem Něha (v ruštině Нежность, v ukrajinštině Ніжність) je monoopera (opera pro jednu pěvkyni – sopranistku – a komorní orchestr, op. 19) ukrajinského skladatele Vitalije Hubarenka. Libreto si vytvořil skladatel sám zkrácením novely v dopisech Něžnost (La Tendresse) francouzského spisovatele Henriho Barbusse. Opera vznikla roku 1971 a téhož roku měla koncertní, o rok později pak scénickou premiéru v Kyjevě.

## Vznik a historie opery
Tvorba Vitalije Hubarenka z konce 60. let 20. století se obracela především k velkým formám, jeho 2. symfonie (1965), první dvě opery Zánik eskadry (1965) a Mamajovi (1969) a první balet Kamenný vládce (1968) jsou rozsáhlé partitury. Komorní opera pro soprán a malý orchestr Milostné dopisy, vzniklá v letech 1970–1971, proto znamená v Hubarenkově tvorbě určitý zlom. Pro přelom 60. a 70. let 20. století je však v sovětské hudbě obecně charakteristická tendence ke „kameralizaci“ (tj. preferenci komorních hudebních forem) a neoromantismu. Tématem této psychologické, citově vypjaté komorní opery je (slovy Hubarenkovy ženy, muzikoložky M. R. Čerkašynové) „láska za hranicemi života a smrti“.
Opera vznikla na objednávku Ministerstva kultury SSSR, která však původně zněla na větší instrumentální dílo (symfonii, symfonickou báseň) nebo na sbor na téma spojené se sjezdem komunistické strany. Hubarenkovi se však podařilo přesvědčit, že může namísto toho odevzdat komorní operu. Námět navrhl skladateli Eduard Javorskyj a vzorem měla být opera Francise Poulenca Lidský hlas. Hubarenko začal na opeře pracovat ve druhé polovině roku 1970 a dokončil ji v partituře 15. února 1971. Skladatel napsal operu na vlastní upravený ruský text, pro další provádění pořídil ukrajinský překlad V. Korotyč.
Milostné dopisy byly poprvé provedeny 30. listopadu 1971 ve Sloupovém sále M. Lysenka Ukrajinské národní filharmonie, a to v koncertním provedení. První představitelkou hrdinky byla mladá sopranistka Valentyna Sokolyk, jíž autor operu i věnoval, hrál Symfonický orchestr rozhlasu a televize USSR řízený Vadymem Hnedašem. Sokolyk zpívala Milostné dopisy na mnoha místech (Charkov, Lvov, Moskva, Simferopol, Sevastopol, Jalta, Doněck, Tallinn, Jerevan, Tbilisi…). Scénická premiéra (přes obavy kulturních činovníků, že divadelní ztvárnění by mohlo podtrhnout „velmi nežádoucí mystický element“ díla) se konala o rok později v Kyjevském divadle opery a baletu (v koncertním sále Ukrajina), kde jedinou roli ztvárnila Jevhenija Mirošnyčenko a orchestr divadla řídil I. Hamkalo.
Ještě za skladatelova života byla nastudována více než padesátkrát, v koncertní i scénické podobě, po celém Sovětském svazu (Tallinn, Riga, Perm, Moskva, Oděsa, Charkov, Leningrad, Dněpropetrovsk…). Mezi nejvýznamnější nastudování patřila inscenace v Moskevském hudebním divadle K. Stanislavského a V. Nemiroviče-Dančenka roku 1978, v níž hrdinku zpívala Galina Pisarenko. Vedle efektnosti a přitažlivosti – a současně relativní nenáročnosti co do rozsahu i vedení hlasu – hlavní role pro mladé pěvkyně a inscenační nenáročnosti byla důvodem rozšíření nepochybně i obliba u posluchačů, v nichž opera „neomylně vyvolává palčivé citové pohnutí“. Mezi umělci nebylo přijetí tak jednoznačné, například pianista Svjatoslav Richter operu označil za „sentimentálně-melodramatickou kaluž slin“ a její oblibu připisoval „nízké úrovni a maloměšťáckému vkusu obecenstva“. Milostné dopisy jsou označovány za jedno z nejkrásnějších a nejsvéráznějších Hubarenkových děl a staly se jeho „svéráznou vizitkou“, „bez nadsázky nejpopulárnějším skladatelovým dílem, jež bylo hráno na scénách nejen Ukrajiny, ale i celého světa“.
Po roce 2000 se hrála mj. v Dněpropetrovsku, Charkově, Permu, též v Kyjevě v Muzeu Michaila Bulgakova, roku 2011 v Nové opeře Je. V. Kolobova v Moskvě.
V roce 1976 byl vydán klavírní výtah opery.
Monooperu na stejné téma napsal ve stejné době (1972) také ázerbájdžánský skladatel Kara Karajev.

## Charakteristika opery
Opera, trvající celkem zhruba 40 minut, sestává ze čtyř částí (monolog), odpovídajících čtyřem dopisům hrdinky; tyto části jsou odděleny orchestrálními mezihrami. Provázanost hudby zajišťují příznačné motivy, například motiv smrti (nicoty), motiv listování a především motiv něhy, který se prolíná celou operou jako refrén a kterým opera začíná i končí. Od počátku také skladatel uvádí dvě hudební linie, fungující jedna vůči druhé jako zrcadlo nebo ozvěna, jež ztělesňují odstup mezi „přítomností“ pisatelky dopisů a „přítomností“ jejich adresáta. První dopis doprovázejí ozvuky salónní písně (romance), symbolu minulosti, v níž oba milenci prožívali svou lásku, ty však přecházejí ve vzrušenou deklamaci, když hrdinka hovoří o nutném rozchodu a bolesti z něj, aby se tato část uzavřela smírně motivem lásky. Následující mezihra navozuje atmosféru ireálnosti; šestnáctinové figury naznačují běh času. Druhý dopis má elegický tón uměřeného smutku, v orchestru však poprvé i zaznívá téma smrti; mezihra s fragmenty melodií opět naznačuje běh času. Třetí dopis má v dramaturgické stavbě opery funkci scherza, hrdinčina zmínka o tanci dává rozvinout valčíkovému motivu. Tuto atmosféru přerušuje poslední mezihra, jejíž zcizující hudba vytváří přechod do „jiného světa“. Ve čtvrtém dopise se vrací krátce motiv prvního, následovaný expresivním, emocionálně vypjatým posledním loučením hrdinky; smrt je vyjádřena aluzí na dies irae a krátkým podivným smutečním pochodem. V samotném závěru však opera dosahuje katarze tichým zpěvem hrdinky o „něze, která je větší, než tato láska,“; hudba exponuje téma něhy, přitom však návratem k ireálnému témbrovému koloritu poslední mezihry vyjadřuje definitivní odchod hrdinky do „jiného světa“.
Čtyřdílné rozdělení opery připomíná symfonii, první část má navíc sonátovou formu, proto kritika již od prvního uvedení označovala Milostné dopisy za „symfonické dílo, přesněji symfonii pro hlas a orchestr“. Orchestr je činným účastníkem scénického děje a jeho nástroje jsou velmi individualizovány koncertantními pasážemi.
Valerija Suprunová shrnuje umělecký účinek opery takto: „Hloubkový psychologismus hudby V. Hubarenka podmalovává iracionální expresi dopisů, tvoří a současně boří iluzi reálnosti děje.“

## Děj opery
(1. dopis) Hrdinka píše svému milému Louisovi o tom, že vše skončilo; museli se navždy rozejít, aby on mohl žít svůj život zase od začátku. To ona trvala na rozchodu, i když utrpení je pro oba zničující. Doufá však, že po dnech nevěřícnosti a palčivé bolesti ze ztráty přijde pomalu zotavení, a pak mu – podle dohody – začne znovu psát bez zpáteční adresy. Naposledy svého milého zdálky objímá.
(2. dopis, za rok) Hrdinka píše o tom, že na sebe ještě nezapomněli a stále cítí živé pohnutí, když na sebe navzájem pomyslí, ale společnou minulost mezitím zastřel závoj smutku. Pomalu se jim z paměti vytrácejí podrobnosti jejich vzpomínek. Včera se pisatelka poprvé bez nucení usmála; i on se bude usmívat stále častěji.
(3. dopis, za jedenáct let) Hrdinka se ohlašuje – již se pro Louise jistě stala polozapomenutým snem. Není nešťastná, často se směje a nedávno dokonce tancovala. Včera se účastnila slavnosti při západu slunce a cítila se šťastná. Připomíná ne jejich lásku, ale něhu, o které často hovořili a která jim jako upomínka na společné chvíle zůstala.
(4. dopis, za dvacet let) Tento dopis přichází Louisovi ke dvacátému výročí rozchodu a hrdinka v něm prozrazuje, že již je dvacet let mrtva. Neunesla rozchod s ním a vzala si život, ale nechtěla mu způsobit nezhojitelnou ránu a zoufalství. Proto napsala všechny dopisy předem a dala mu je posílat. Takto se s ním může definitivně rozloučit v době, kdy už myšlenka na její dávnou smrt pro něj bude snesitelná. Přes propast času hrdinka objímá svého milého a pronáší chvalozpěv na velkou bláznivou lásku a něhu, které zažili.

## Diskografie
- 1976 (Melodija, LP) Zpívá Valentyna Sokolyk, Ukrajinský státní orchestr řídí Stefan Turčak (v ukrajinštině).[7]
- 1982 (Melodija, LP) Zpívá Galina Pisarenko, Orchestr Velkého divadla řídí Vladimir Kožuchar (v ruštině).[7]